# Kim Song-guk (strzelec)
Kim Song-guk (kor. 김성국; ur. 5 października 1985 r.) – północnokoreański strzelec sportowy, brązowy medalista olimpijski z Rio de Janeiro.
Specjalizuje się w strzelaniu pistoletowym. Zawody w 2016 roku były jego pierwszymi igrzyskami olimpijskimi. Brązowy medal zdobył w strzelaniu z pistoletu dowolnego na dystansie 50 metrów, natomiast w rywalizacji na 10 m z pistoletu pneumatycznego zajął 17. miejsce.

## Igrzyska olimpijskie
| Igrzyska | Miejscowość    | Konkurencja                 | Kwalifikacje | Kwalifikacje | Finał                  | Finał                  |
| Igrzyska | Miejscowość    | Konkurencja                 | Wynik        | Pozycja      | Wynik                  | Pozycja                |
| -------- | -------------- | --------------------------- | ------------ | ------------ | ---------------------- | ---------------------- |
| IO 2016  | Rio de Janeiro | Pistolet pneumatyczny, 10 m | 577          | 17.          | Nie zakwalifikował się | Nie zakwalifikował się |
| IO 2016  | Rio de Janeiro | Pistolet dowolny, 50 m      | 557          | 5. Q         | 172,8                  | brąz                   |